# Retrato de Jakob Fugger el Rico
El Retrato de Jakob Fugger el Rico es un óleo sobre lienzo realizado por Alberto Durero hacia 1519. Sus dimensiones son de 69,4 x 53 cm.
La pintura, para cuya ejecución Durero se basó en un dibujo al carboncillo hecho del natural durante la dieta de Augsburgo de 1518, representa al banquero Jakob Fugger, conocido como el Rico. Aparece de tres cuartos, mirando a la izquierda, sobre un fondo azul. El hombre lleva un gorro finamente bordado y un amplio abrigo forrado de piel, indicativos de su elevado estatus social. La postura es erguida y segura, con toda la energía concentrada en el rostro, hacia el que tienden las líneas de fuerza, como en la cúspide de una pirámide oscura formada por el cuerpo. Los ojos están hundidos, delatando su edad, pero despiertos y expresivos, la nariz recta, la boca delgada.
Actualmente se expone en la Staatsgalerie de Augsburgo, Alemania.